# Liste der Baudenkmäler in Tramin
Die Liste der Baudenkmäler in Tramin (italienisch Termeno) enthält die 46 als Baudenkmäler ausgewiesenen Objekte auf dem Gebiet der Gemeinde Tramin in Südtirol.
Basis ist das im Internet einsehbare offizielle Verzeichnis der Baudenkmäler in Südtirol. Dabei kann es sich beispielsweise um Sakralbauten, Wohnhäuser, Bauernhöfe und Adelsansitze handeln. Die Reihenfolge in dieser Liste orientiert sich an der Bezeichnung, alternativ ist sie auch nach der Adresse oder dem Datum der Unterschutzstellung sortierbar.

## Liste
| Foto |                 | Bezeichnung                                                     | Standort                                                                           | Eintragung                   | Beschreibung                  | Metadaten                                                            |
| ---- | --------------- | --------------------------------------------------------------- | ---------------------------------------------------------------------------------- | ---------------------------- | ----------------------------- | -------------------------------------------------------------------- |
| ja   | Datei hochladen | Alter Widum ID: 17698                                           | Hans-Feur-Straße 22 46° 20′ 33″ N, 11° 14′ 35″ O                                   | 31. Okt. 1977 (BLR-LAB 7582) | Widum/Kanonikerhaus           | KG: Tramin Bauparzelle: 99/1                                         |
| ja   | Datei hochladen | Andreas-Hofer-Straße 1 ID: 17713                                | Andreas-Hofer-Straße 1 46° 20′ 19″ N, 11° 14′ 19″ O                                | 31. Okt. 1977 (BLR-LAB 7582) | Ansitz                        | KG: Tramin Bauparzelle: 202                                          |
| ja   | Datei hochladen | Andreas-Hofer-Straße 19-21-23 ID: 17716                         | Andreas-Hofer-Straße 19-21-23 46° 20′ 9″ N, 11° 14′ 14″ O                          | 17. Nov. 1950 (MD)           | Ländliches Wohnhaus/Bauernhof | KG: Tramin Bauparzelle: 210, 211/1, 211/2, 212, 917                  |
| ja   | Datei hochladen | Andreas-Hofer-Straße 34–36 ID: 17720                            | Andreas-Hofer-Straße 34–36 46° 20′ 14″ N, 11° 14′ 16″ O                            | 31. Okt. 1977 (BLR-LAB 7582) | Ländliches Wohnhaus/Bauernhof | KG: Tramin Bauparzelle: 218/1, 218/2                                 |
| ja   | Datei hochladen | Andreas-Hofer-Straße 38 ID: 17719                               | Andreas-Hofer-Straße 38 46° 20′ 12″ N, 11° 14′ 16″ O                               | 31. Okt. 1977 (BLR-LAB 7582) | Ländliches Wohnhaus/Bauernhof | KG: Tramin Bauparzelle: 217/1, 217/2                                 |
| BW   | Datei hochladen | Andreas-Hofer-Straße 44 ID: 17718                               | Andreas-Hofer-Straße 44 46° 20′ 10″ N, 11° 14′ 13″ O                               | 3. März 1951 (MD)            | Ländliches Wohnhaus/Bauernhof | KG: Tramin Bauparzelle: 216/1                                        |
| ja   | Datei hochladen | Andreas-Hofer-Straße 46 ID: 17717                               | Andreas-Hofer-Straße 46 46° 20′ 9″ N, 11° 14′ 12″ O                                | 31. Okt. 1977 (BLR-LAB 7582) | Ländliches Wohnhaus/Bauernhof | KG: Tramin Bauparzelle: 215                                          |
| ja   | Datei hochladen | Bachgasse 11–13 ID: 17701                                       | Bachgasse 11–13 46° 20′ 39″ N, 11° 14′ 42″ O                                       | 31. Okt. 1977 (BLR-LAB 7582) | Ländliches Wohnhaus/Bauernhof | KG: Tramin Bauparzelle: 115                                          |
| ja   | Datei hochladen | Bachgasse 15 - Hans-Feur-Straße 57 ID: 17704                    | Bachgasse 15 – Hans-Feur-Straße 57 46° 20′ 40″ N, 11° 14′ 41″ O                    | 17. Nov. 1950 (MD)           | Spital                        | KG: Tramin Bauparzelle: 151                                          |
| ja   | Datei hochladen | Bachgasse 19–21 – Christian-Schrott-Gasse 8 ID: 17703           | Bachgasse 19–21 – Christian-Schrott-Gasse 8 46° 20′ 41″ N, 11° 14′ 38″ O           | 17. Nov. 1950 (MD)           | Ansitz                        | KG: Tramin Bauparzelle: 146, 148                                     |
| ja   | Datei hochladen | Christian-Schrott-Gasse 7 ID: 17702                             | Christian-Schrott-Gasse 7 46° 20′ 41″ N, 11° 14′ 37″ O                             | 31. Okt. 1977 (BLR-LAB 7582) | Ländliches Wohnhaus/Bauernhof | KG: Tramin Bauparzelle: 145                                          |
| ja   | Datei hochladen | Gasthof Goldener Löwe ID: 17692                                 | Rathausplatz 2 46° 20′ 28″ N, 11° 14′ 22″ O                                        | 3. März 1951 (MD)            | Gasthaus                      | KG: Tramin Bauparzelle: 67/1, 67/3                                   |
| ja   | Datei hochladen | Hans-Feur-Straße 2–4 ID: 17694                                  | Hans-Feur-Straße 2–4 46° 20′ 30″ N, 11° 14′ 26″ O                                  | 17. Nov. 1950 (MD)           | Ländliches Wohnhaus/Bauernhof | KG: Tramin Bauparzelle: 82/1, 82/2, 83, 84, 85                       |
| ja   | Datei hochladen | Hans-Feur-Straße 11–11A ID: 17708                               | Hans-Feur-Straße 11–11A 46° 20′ 32″ N, 11° 14′ 29″ O                               | 31. Okt. 1977 (BLR-LAB 7582) | Ländliches Wohnhaus/Bauernhof | KG: Tramin Bauparzelle: 172/1                                        |
| ja   | Datei hochladen | Hans-Feur-Straße 14 ID: 50466                                   | Hans-Feur-Straße 14 46° 20′ 32″ N, 11° 14′ 32″ O                                   | 11. Juni 2007 (BLR-LAB 1963) | Städtisches Wohnhaus          | KG: Tramin Bauparzelle: 94                                           |
| ja   | Datei hochladen | Hans-Feur-Straße 13–15 ID: 17707                                | Hans-Feur-Straße 13–15 46° 20′ 32″ N, 11° 14′ 30″ O                                | 17. Nov. 1950 (MD)           | Ländliches Wohnhaus/Bauernhof | KG: Tramin Bauparzelle: 171                                          |
| BW   | Datei hochladen | Hans-Feur-Straße 20 – Oswald-von-Wolkenstein-Straße 1 ID: 17697 | Hans-Feur-Straße 20 – Oswald-von-Wolkenstein-Straße 1 46° 20′ 32″ N, 11° 14′ 34″ O | 31. Okt. 1977 (BLR-LAB 7582) | Ländliches Wohnhaus/Bauernhof | KG: Tramin Bauparzelle: 98/1, 98/2                                   |
| ja   | Datei hochladen | Hans-Feur-Straße 24 ID: 17699                                   | Hans-Feur-Straße 24 46° 20′ 34″ N, 11° 14′ 36″ O                                   | 31. Okt. 1977 (BLR-LAB 7582) | Ländliches Wohnhaus/Bauernhof | KG: Tramin Bauparzelle: 100/1                                        |
| ja   | Datei hochladen | Hans-Feur-Straße 26 ID: 17700                                   | Hans-Feur-Straße 26 46° 20′ 34″ N, 11° 14′ 36″ O                                   | 31. Okt. 1977 (BLR-LAB 7582) | Ländliches Wohnhaus/Bauernhof | KG: Tramin Bauparzelle: 101                                          |
| BW   | Datei hochladen | Hans-Feur-Straße 55 ID: 17705                                   | Hans-Feur-Straße 55 46° 20′ 39″ N, 11° 14′ 41″ O                                   | 31. Okt. 1977 (BLR-LAB 7582) | Ländliches Wohnhaus/Bauernhof | KG: Tramin Bauparzelle: 152/1, 152/2, 152/3, 911, 912, 913           |
| BW   | Datei hochladen | Rathausplatz 10 ID: 17693                                       | Rathausplatz 10 46° 20′ 28″ N, 11° 14′ 25″ O                                       | 31. Okt. 1977 (BLR-LAB 7582) | Ländliches Wohnhaus/Bauernhof | KG: Tramin Bauparzelle: 79                                           |
| ja   | Datei hochladen | Hundstein ID: 17680                                             | Söll 36-37 46° 21′ 34″ N, 11° 14′ 31″ O Fraktion: Söll                             | 31. Okt. 1977 (BLR-LAB 7582) | Ländliches Wohnhaus/Bauernhof | KG: Söll Bauparzelle: 19/1                                           |
| ja   | Datei hochladen | Julius-von-Payr-Straße 4–6 ID: 17685                            | Julius-von-Payr-Straße 4–6 46° 20′ 26″ N, 11° 14′ 21″ O                            | 17. Nov. 1950 (MD)           | Ländliches Wohnhaus/Bauernhof | KG: Tramin Bauparzelle: 38/1, 38/2                                   |
| ja   | Datei hochladen | Kapelle in Rungg ID: 18145                                      | 46° 19′ 30″ N, 11° 14′ 1″ O Fraktion: Rungg                                        | 5. Dez. 1994 (BLR-LAB 7405)  | Kapelle                       | KG: Tramin Bauparzelle: 606                                          |
| ja   | Datei hochladen | Langenmantel ID: 17690                                          | Schneckenthalerstraße 6-12 46° 20′ 28″ N, 11° 14′ 18″ O                            | 31. Okt. 1977 (BLR-LAB 7582) | Ansitz                        | KG: Tramin Bauparzelle: 52, 53, 54, 55, 56/1, 56/2, 57, 59, 60/1, 61 |
| BW   | Datei hochladen | Mühlgasse 17 ID: 17711                                          | Mühlgasse 17 46° 20′ 42″ N, 11° 14′ 32″ O                                          | 17. Nov. 1950 (MD)           | Mühle                         | KG: Tramin Bauparzelle: 189/1                                        |
| ja   | Datei hochladen | Nussbaumer ID: 17721                                            | Söll 55 46° 21′ 41″ N, 11° 14′ 27″ O Fraktion: Söll                                | 27. Mai 1991 (BLR-LAB 2811)  | Ländliches Wohnhaus/Bauernhof | KG: Söll Bauparzelle: 33                                             |
| ja   | Datei hochladen | Oswald-von-Wolkenstein-Straße 4 ID: 17696                       | Oswald-von-Wolkenstein-Straße 4 46° 20′ 31″ N, 11° 14′ 31″ O                       | 31. Okt. 1977 (BLR-LAB 7582) | Ländliches Wohnhaus/Bauernhof | KG: Tramin Bauparzelle: 87/1                                         |
| ja   | Datei hochladen | Pfarrkirche St. Quirikus und Julitta mit Turm ID: 17709         | 46° 20′ 31″ N, 11° 14′ 25″ O                                                       | 31. Okt. 1977 (BLR-LAB 7582) | Kirche                        | KG: Tramin Bauparzelle: 177, 178                                     |
| ja   | Datei hochladen | Quirikusgasse 1 ID: 17686                                       | Quirikusgasse 1 46° 20′ 25″ N, 11° 14′ 19″ O                                       | 31. Okt. 1977 (BLR-LAB 7582) | Ländliches Wohnhaus/Bauernhof | KG: Tramin Bauparzelle: 39                                           |
| ja   | Datei hochladen | Rechtenthal mit Park ID: 17679                                  | Söll 12 46° 20′ 53″ N, 11° 14′ 19″ O Fraktion: Söll                                | 10. Apr. 1989 (BLR-LAB 1870) | Ansitz                        | KG: Söll Bauparzelle: 1/3 Grundparzelle: 10/1, 11, 12                |
| ja   | Datei hochladen | Schneckenthalerstraße 2–3 ID: 17691                             | Schneckenthalerstraße 2–3 46° 20′ 27″ N, 11° 14′ 19″ O                             | 17. Nov. 1950 (MD)           | Ländliches Wohnhaus/Bauernhof | KG: Tramin Bauparzelle: 62/1                                         |
| ja   | Datei hochladen | Schneckenthalerstraße 19–20 ID: 17689                           | Schneckenthalerstraße 19–20 46° 20′ 27″ N, 11° 14′ 17″ O                           | 31. Okt. 1977 (BLR-LAB 7582) | Ländliches Wohnhaus/Bauernhof | KG: Tramin Bauparzelle: 51/1, 51/2                                   |
| ja   | Datei hochladen | Schneckenthalerstraße 21 ID: 17688                              | Schneckenthalerstraße 21 46° 20′ 28″ N, 11° 14′ 16″ O                              | 31. Okt. 1977 (BLR-LAB 7582) | Ländliches Wohnhaus/Bauernhof | KG: Tramin Bauparzelle: 50/1                                         |
| ja   | Datei hochladen | Söll 43-44 ID: 17682                                            | Söll 43-44 46° 21′ 35″ N, 11° 14′ 26″ O Fraktion: Söll                             | 31. Okt. 1977 (BLR-LAB 7582) | Ländliches Wohnhaus/Bauernhof | KG: Söll Bauparzelle: 25                                             |
| ja   | Datei hochladen | Söll 52-53 ID: 17683                                            | Söll 52-53 46° 21′ 40″ N, 11° 14′ 27″ O Fraktion: Söll                             | 31. Okt. 1977 (BLR-LAB 7582) | Ländliches Wohnhaus/Bauernhof | KG: Söll Bauparzelle: 32                                             |
| ja   | Datei hochladen | Söll 58 ID: 17684                                               | Söll 58 46° 21′ 49″ N, 11° 14′ 24″ O Fraktion: Söll                                | 31. Okt. 1977 (BLR-LAB 7582) | Ländliches Wohnhaus/Bauernhof | KG: Söll Bauparzelle: 38                                             |
| ja   | Datei hochladen | Spital mit Kapelle ID: 17687                                    | Schneckenthalerstraße 13 46° 20′ 26″ N, 11° 14′ 17″ O                              | 31. Okt. 1977 (BLR-LAB 7582) | Spital                        | KG: Tramin Bauparzelle: 48/1                                         |
| ja   | Datei hochladen | St. Jakob in Kastelaz ID: 17712                                 | St. Jakob 21 46° 20′ 40″ N, 11° 14′ 30″ O                                          | 31. Okt. 1977 (BLR-LAB 7582) | Kirche                        | KG: Tramin Bauparzelle: 190                                          |
| ja   | Datei hochladen | St. Josef in Rungg ID: 15479                                    | 46° 19′ 46″ N, 11° 14′ 7″ O Fraktion: Rungg                                        | 4. Apr. 1977 (BLR-LAB 2048)  | Kirche                        | KG: Tramin Bauparzelle: 604                                          |
| ja   | Datei hochladen | St. Mauritius ID: 17681                                         | 46° 21′ 35″ N, 11° 14′ 31″ O Fraktion: Söll                                        | 31. Okt. 1977 (BLR-LAB 7582) | Kirche                        | KG: Söll Bauparzelle: 21                                             |
| ja   | Datei hochladen | St. Valentin am Friedhof ID: 17715                              | 46° 19′ 56″ N, 11° 14′ 18″ O                                                       | 31. Okt. 1977 (BLR-LAB 7582) | Kirche                        | KG: Tramin Bauparzelle: 209                                          |
| BW   | Datei hochladen | St.-Julitta-Gasse 2 ID: 17710                                   | St.-Julitta-Gasse 2 46° 20′ 42″ N, 11° 14′ 34″ O                                   | 31. Okt. 1977 (BLR-LAB 7582) | Ländliches Wohnhaus/Bauernhof | KG: Tramin Bauparzelle: 187                                          |
| ja   | Datei hochladen | Unterspaur ID: 17714                                            | Andreas-Hofer-Straße 5-9 46° 20′ 17″ N, 11° 14′ 18″ O                              | 3. März 1951 (MD)            | Ansitz                        | KG: Tramin Bauparzelle: 204, 205, 207                                |
| ja   | Datei hochladen | Widum ID: 17695                                                 | Hans-Feur-Straße 8 46° 20′ 31″ N, 11° 14′ 29″ O                                    | 31. Okt. 1977 (BLR-LAB 7582) | Widum/Kanonikerhaus           | KG: Tramin Bauparzelle: 86/1                                         |
| ja   | Datei hochladen | Wolkensteinhaus ID: 17706                                       | Hans-Feur-Straße 23-25 46° 20′ 33″ N, 11° 14′ 33″ O                                | 31. Okt. 1977 (BLR-LAB 7582) | Ländliches Wohnhaus/Bauernhof | KG: Tramin Bauparzelle: 168/1, 168/2                                 |

Falls bei einem Baudenkmal keine Koordinaten bekannt sind, werden ersatzweise die Katasterdaten zum Zeitpunkt der Unterschutzstellung angegeben. Diese sind weder offiziell noch zwingend aktuell.
Die vom Landesdenkmalamt übernommenen Adressen können veraltet sein.
| Foto:   | Fotografie des Denkmals. Klicken des Fotos erzeugt eine vergrößerte Ansicht. Daneben finden sich zwei Symbole: |
| ID      | Identifikator beim Südtiroler Landesdenkmalamt                                                                 |
| KG      | Katastralgemeinde                                                                                              |
| MD      | Ministerialdekret                                                                                              |
| BLR-LAB | Beschluss der Landesregierung – Landesausschussbeschluss                                                       |